# Diósgyőri római katolikus templom
A diósgyőri római katolikus Szűz Mária neve templom Miskolc Diósgyőr nevű városrészében, a Puskás Tivadar u. 1. szám alatt áll.

## Története
A templom középkori eredetű, de mai megjelenésében barokk stílusú. Bejárata nyugatra néz, gyakorlatilag háttal a mai városnak. Ennek az a magyarázata, hogy az egykori település a templomtól nyugatra helyezkedett el. Külső jellegzetessége a támpillérek alkalmazása. A templom 1564-től a reformátusoké volt, és a 18. század közepén került vissza a katolikus egyházhoz. A diósgyőri római katolikus egyházközség 1737-ben alakult meg, első plébánosa Gallovics János volt. A templomot barokk stílusban újjáépítették, 1753-ban Barkóczy Ferenc egri megyéspüspök szentelte fel. Ezt örökíti meg a kapu feletti, díszesen faragott, címerekkel díszített tábla latin nyelvű szövege:
„DEO.OPTIMO.MAXIMO
DEI.PARÆ.HONORI
CAPITULUM.AGRIENSE.IOANES ALMASY
LADISLAUS FAI.REÆDIFICAVERE.ANO 1753.”
Magyarul: „A legfőbb Isten dicsőségére újjáépíttette az egri káptalan, Almásy János és Fáy László az 1753. évben”

## Leírása
Főhomlokzata előtt gúlasisakos torony áll, a templomtól erőteljesen előrelépve, melynek bal oldalán toldaléképítmény található. A templom tornyát egykor barokkos sisak fedte, melyet a 19. század végén átalakítottak, így lett a templomtorony a ma is látható egyszerű sisakkal fedett. A tornyot órapárkány díszíti, melyek alatt mind a négy oldalon megtalálható egy-egy óra. Alattuk barokk keretelésű, zsalus ablakok félköríves záródással, melyek keskeny osztópárkányon állnak. Alattuk még egy osztópárkány, majd egy ovális ablak és a templom főbejárata felett egy félköríves ablak. A toronynak az élei lekerekítettek, melyek szélein lizénák futnak végig. A meredek nyeregtetővel fedett hajót és a keskenyebb, a nyolcszög három oldalával záródó szentély falait támpillérek erősítik meg, melyek valószínűleg az első templomból származnak. A hajó és a szentély is fiókos dongaboltozatokkal fedett. A templom déli oldalán és a szentélyen is félköríves záródású ablakok vannak. A karzatot két meglehetősen zömök pillér tartja.
A templom udvarában Jézus-szobor, az épület melletti terecskén pedig Diósgyőr nevezetes Immaculata (Szeplőtelen Fogantatás) szobra áll.
Berendezése szintén a barokk kori átépítés idejéből maradt fenn. Nevezetes a pálosok által a 15. században, fából faragott gótikus Szűz Mária-szobor, amely körülbelül egy méter magas. A főoltáron Mária látható a gyermek Jézussal és az előttük térdeplő Szent István és Szent László szobraival, kétoldalt pedig adoráló angyalfigurákkal. Berendezésèhez három mellékoltár és szószék is tartozik. A bal oldali első mellékoltáron Kálvária-jelenet, a jobb oldalon Szent Anna-oltár, melyen a névadó látható a gyermek Máriával, két oldalán Szent Lúcia és Alexandriai Szent Katalin szobraival. A bal oldali másik mellékoltáron Nepomuki Szent Jánost ábrázolta a festő. A templomban van még egy Szűz Mária-szobor, ez a bejárattól jobbra helyezkedik el, és Vidinszky László, diósgyőri kántortanító készíttette gyermeke meggyógyulása alkalmából.

## Képgaléria

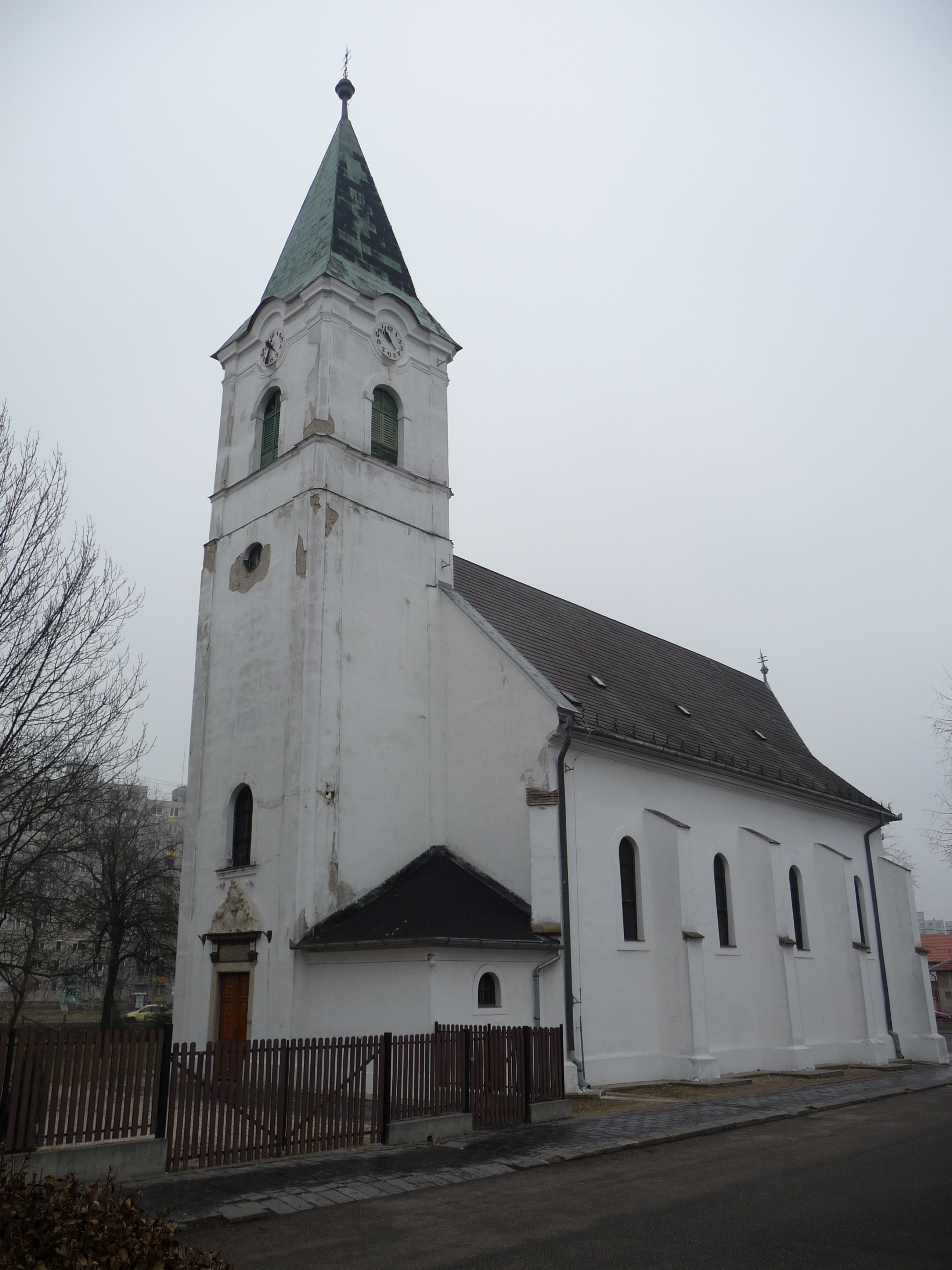
A templom délnyugatról
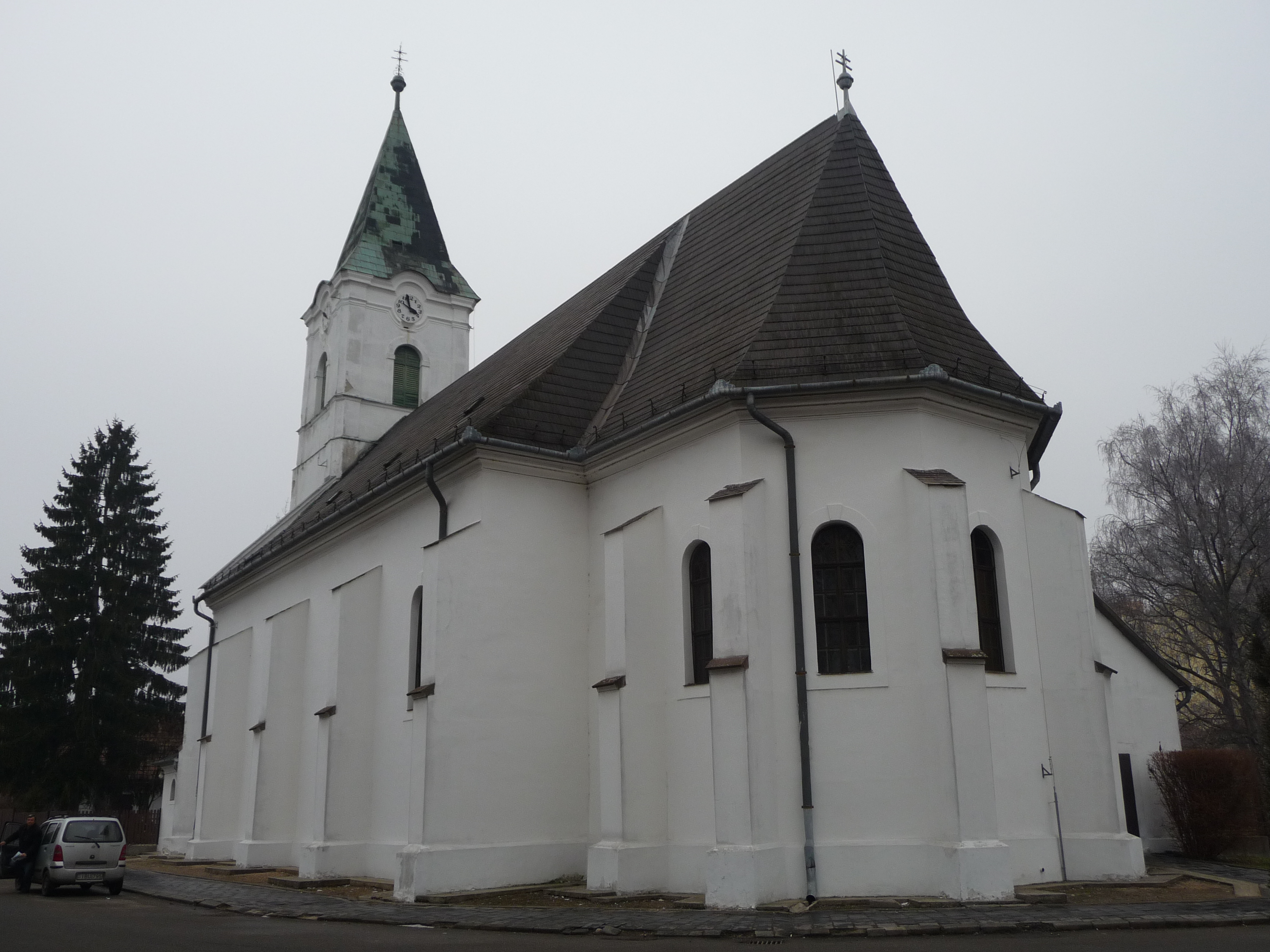
A templom délkeletről
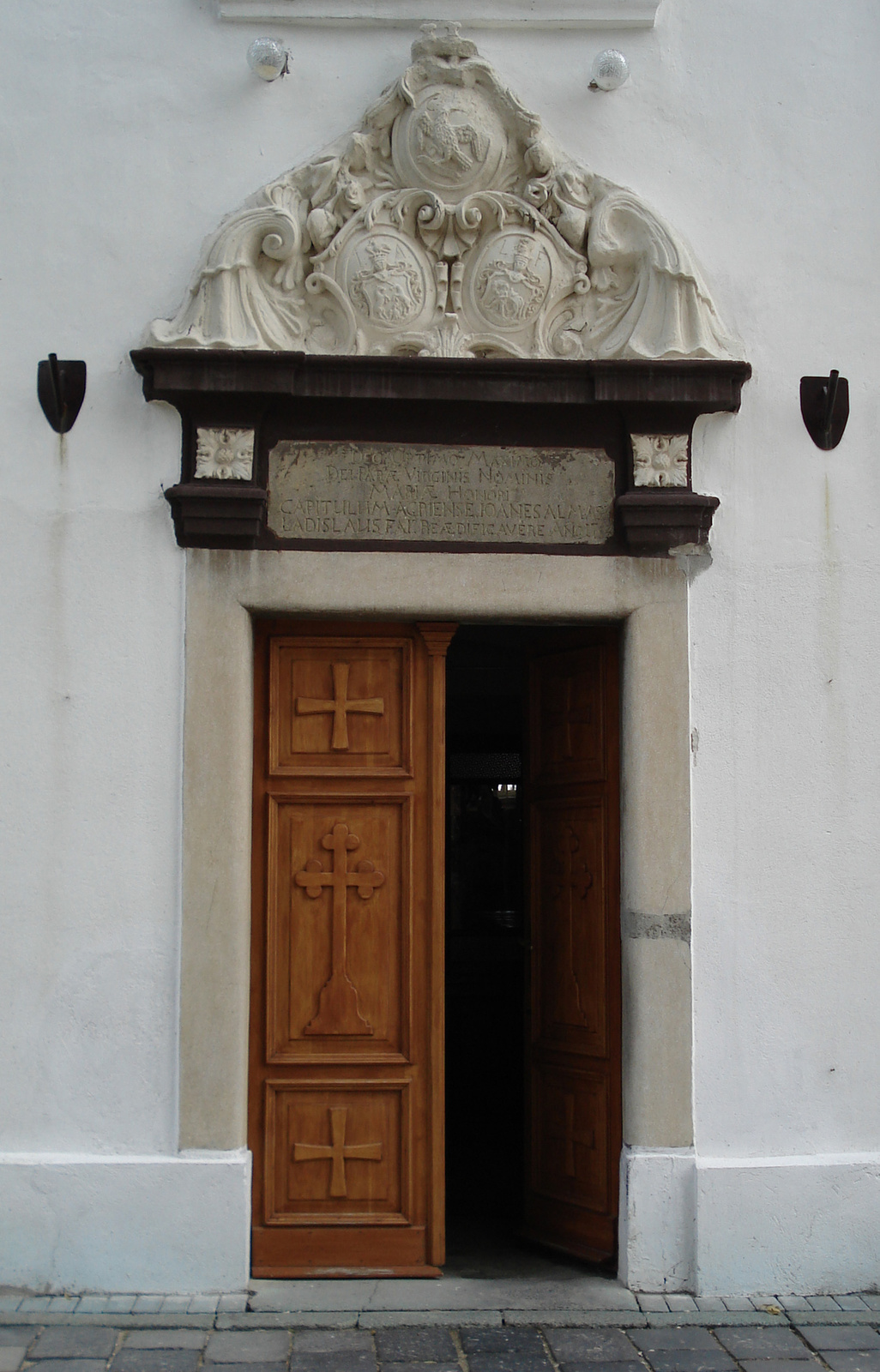
A templom bejárata
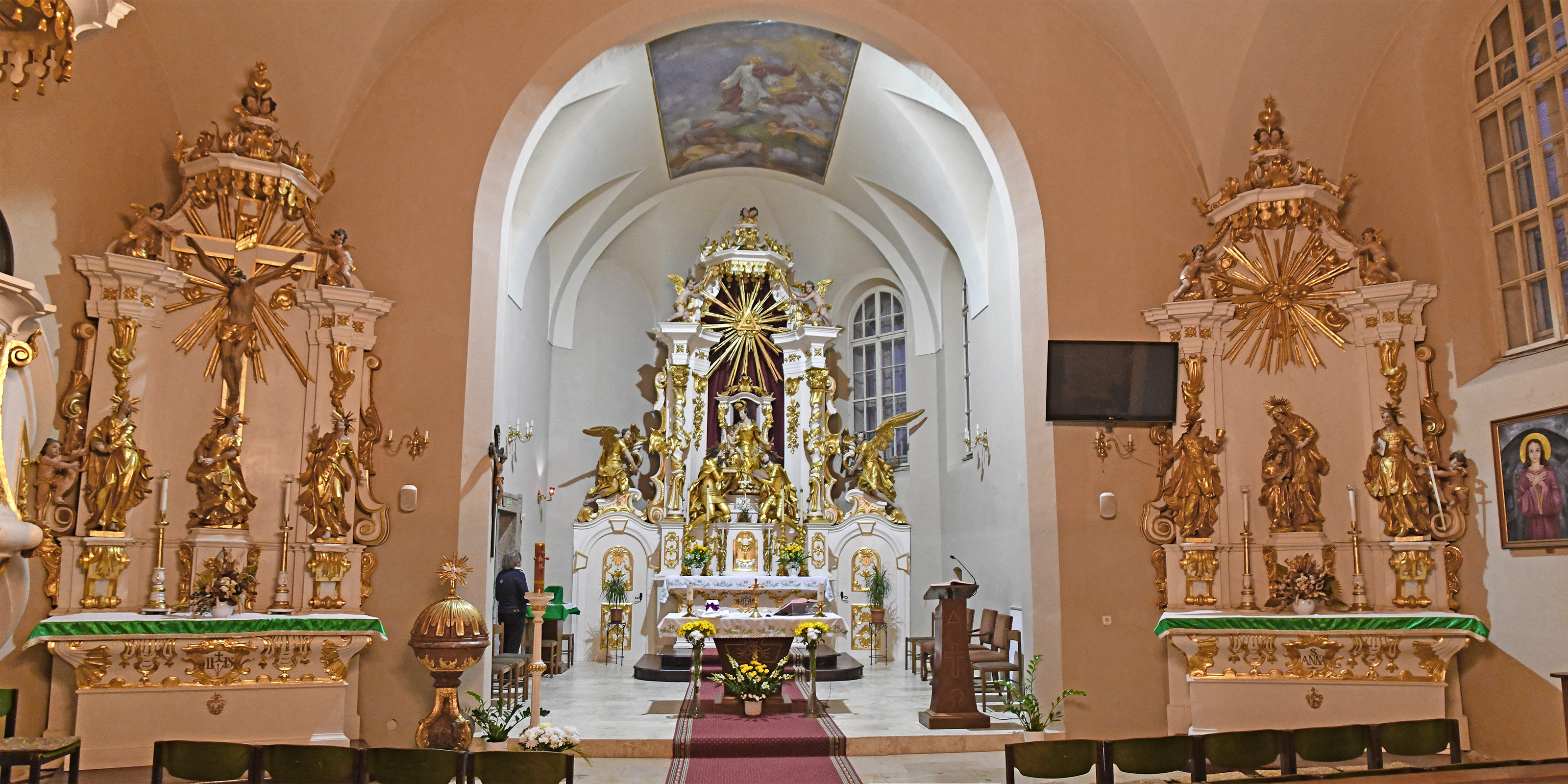
Templombelső
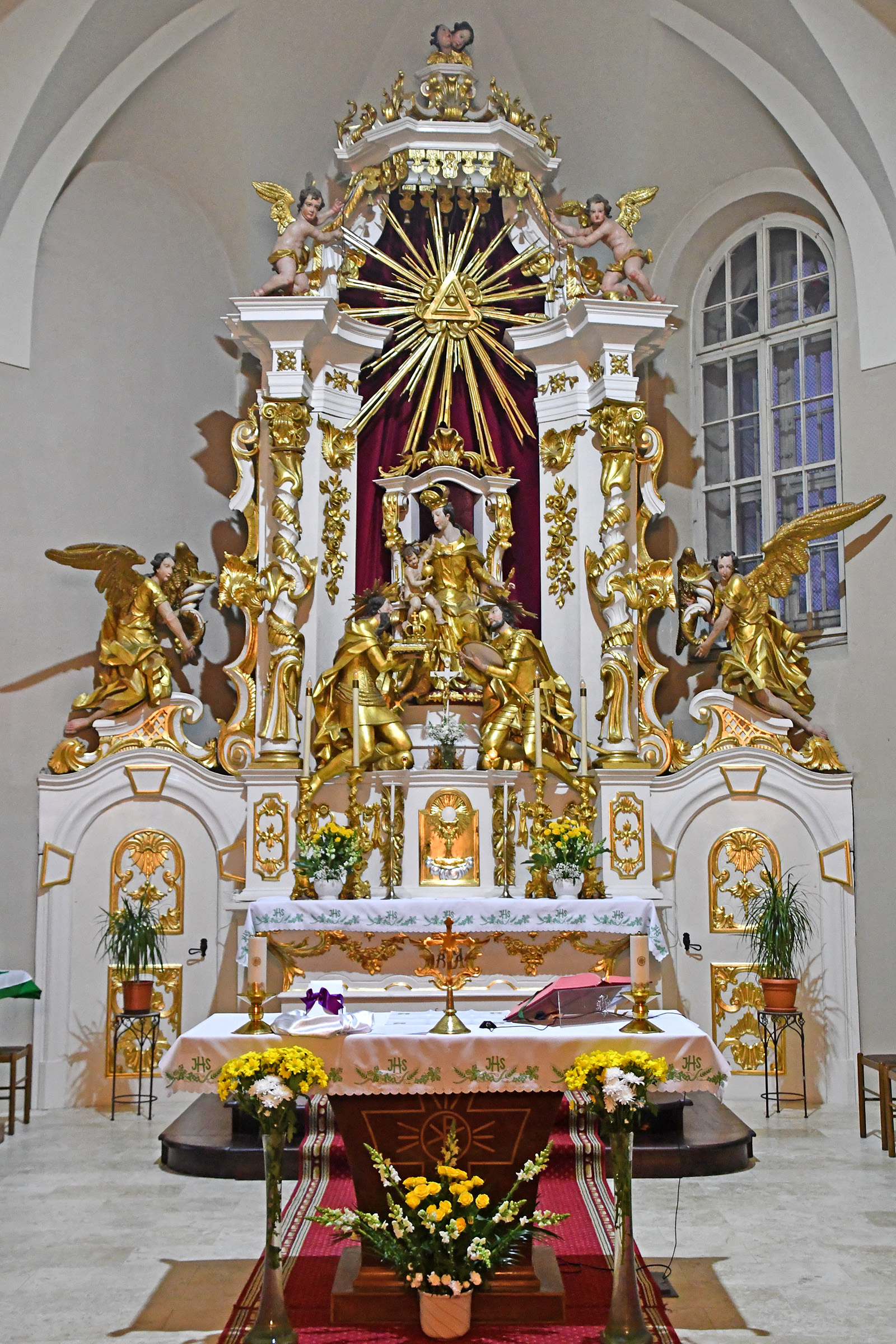
A főoltár
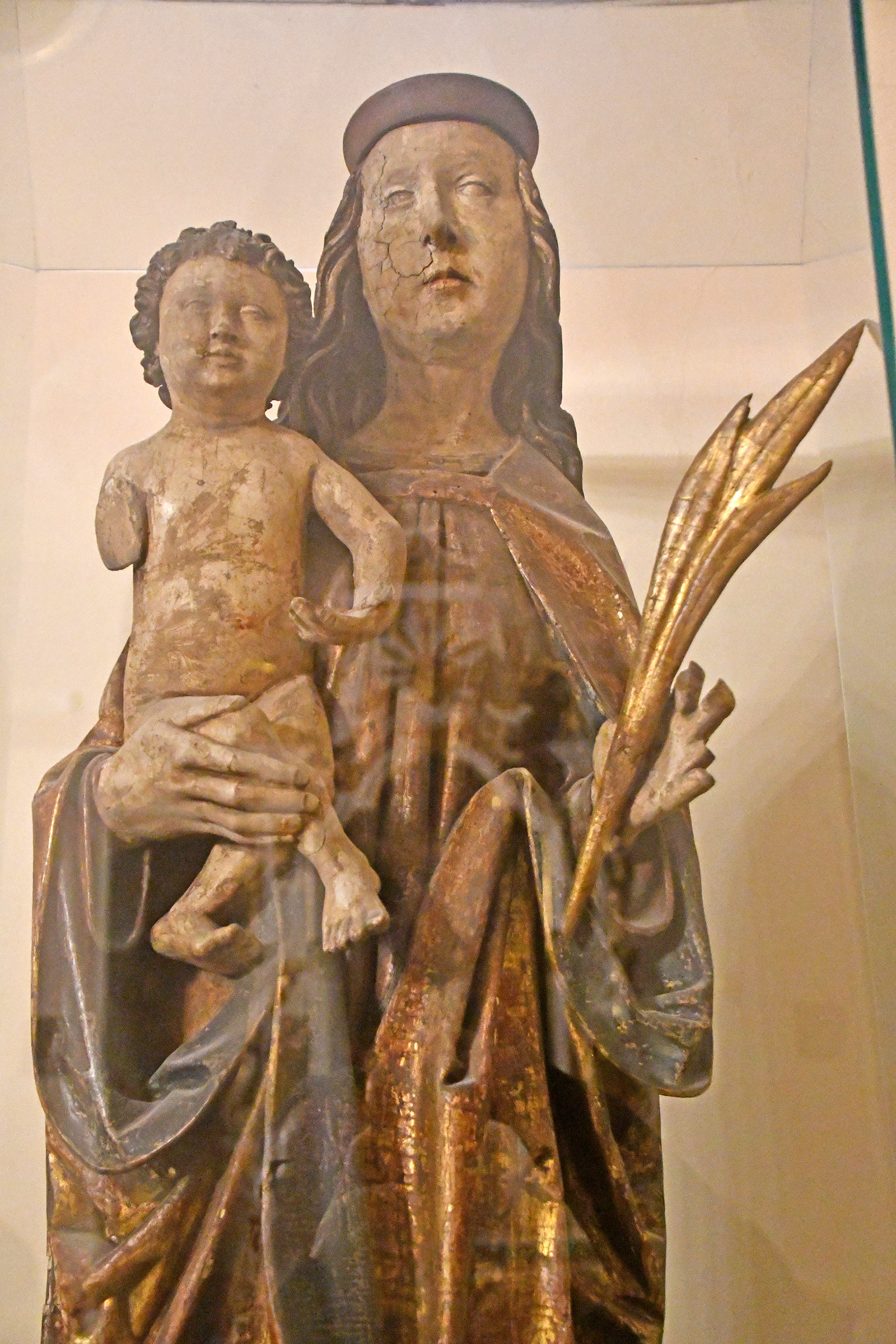
A gótikus Madonna-szobor
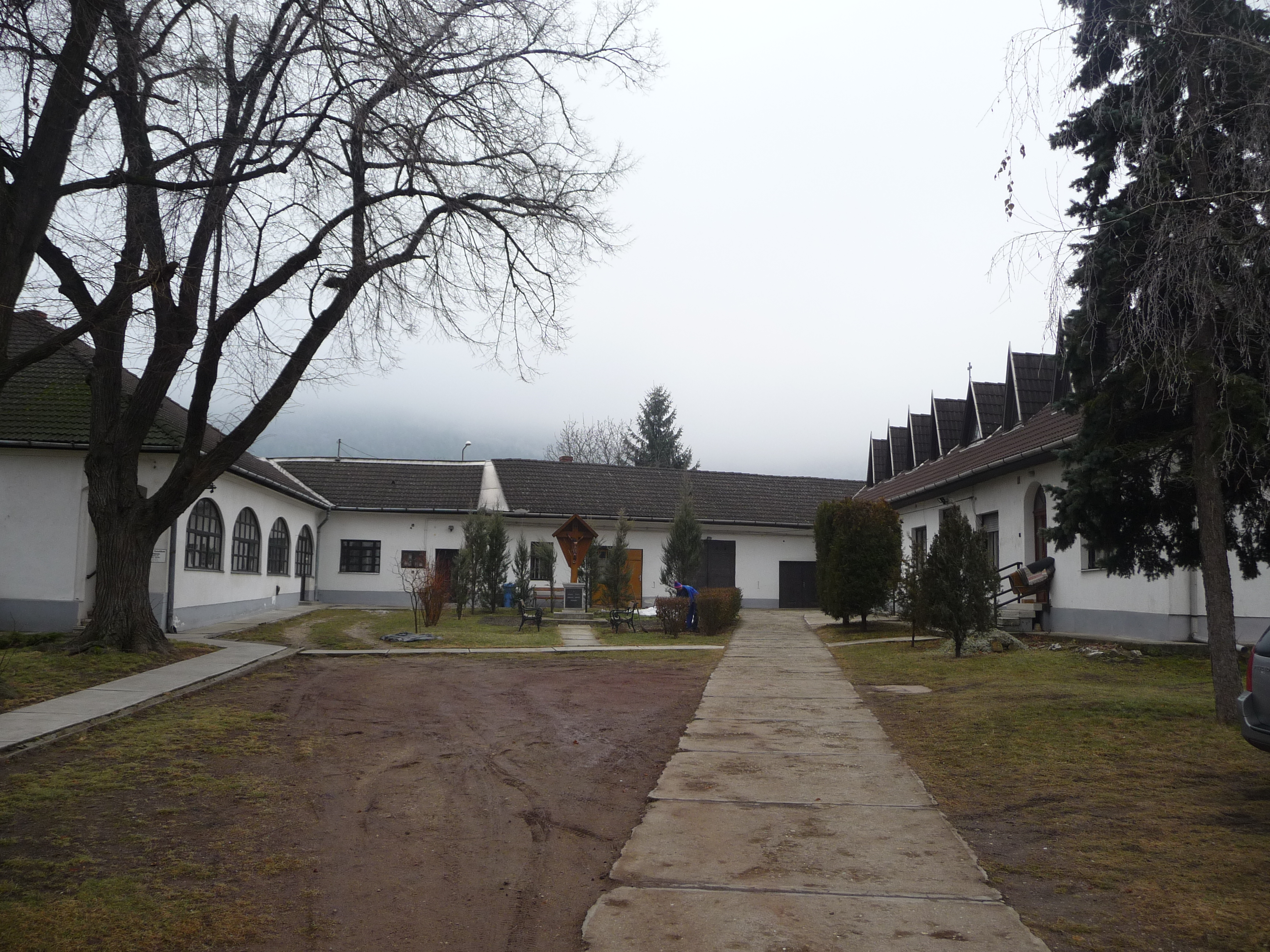
A plébánia
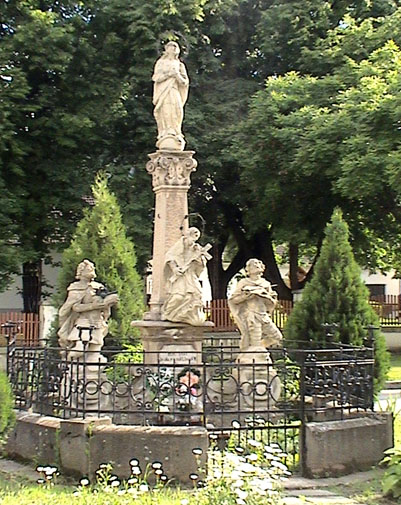
Az Immaculata-oszlop